# Pandanan (Kwanyar)
Pandanan is een bestuurslaag in het regentschap Bangkalan van de provincie Oost-Java, Indonesië. Pandanan telt 1228 inwoners (volkstelling 2010).